# Ernest Thorne
Ernest Arthur Thorne (Egyesült Királyság, Nagy-London, Wandsworth, 1887. június 7. - Egyesült Királyság, Buckinghamshire, Taplow, 1968. november 8.) olimpiai bajnok brit kötélhúzó.
Az első világháború utáni olimpián, az 1920. évi nyári olimpiai játékokon indult kötélhúzásban. A londoni városi rendőrség csapatában szerepelt. Rajtuk kívül még négy ország indult (amerikaiak, belgák, hollandok és az olaszok). A verseny Bergvall-rendszerben zajlott. A döntőben a hollandokat verték.